# Sofia (obchtina)
Pour les articles homonymes, voir Sofia (homonymie).
Stolitchna obchtina (bulgare : Столична община) est l'unique municipalité de l'oblast de Sofia-ville en Bulgarie.

## Subdivisions
| Arrondissements urbains | Arrondissements urbains et péri-urbains                               | Arrondissements péri-urbains              |
| --- | --------------------------------------------------------------------- | ----------------------------------------- |
| 1. Sredets 2. Krasno Sélo 3. Vazrajdané 4. Oborichté 5. Sérdika 6. Podouyané 7. Slatina 8. Izgrev 9. Lozenets 10. Triaditsa 11. Krasna Polyana 12. Ilindén 13. Nadéjda 15. Mladost 16. Stoudentski 19. Liouline | 14. Iskar 17. Vitocha 18. Ovtcha koupél 20. Vrabnitsa 22. Krémikovtsi | 21. Novi Iskar 23. Pantcharévo 24. Bankya |

## Liste des maires
| #                                | Nom                             | Période                                 | Parti                                                               | Bemerkungen                                           | Photo                   |
| Principauté de Bulgarie          | Principauté de Bulgarie         | Principauté de Bulgarie                 | Principauté de Bulgarie                                             | Principauté de Bulgarie                               | Principauté de Bulgarie |
| -------------------------------- | ------------------------------- | --------------------------------------- | ------------------------------------------------------------------- | ----------------------------------------------------- | ----------------------- |
| 01.                              | Manolaki Tachev                 | 10. Février 1878 – 8. Juin 1878         |                                                                     |                                                       |                         |
| 02.                              | Dimitar Hadjikotsev             | 9. Juin 1878 – 1. Août 1878             |                                                                     |                                                       |                         |
| 03.                              | Dimitar Dimov                   | 2. Août 1878 – 29. Décembre 1878        |                                                                     |                                                       |                         |
| 04.                              | Todoraki Pechov                 | 30. Décembre 1878 – 13. Septembre 1879  |                                                                     |                                                       |                         |
| 05.                              | Dimitar Traykovitch             | 14. Septembre 1879 – 30. Juin 1880      |                                                                     |                                                       |                         |
| 06.                              | Todor Ikonomov                  | 1. Juillet 1880 – 30. Décembre 1880     | Parti conservateur                                                  |                                                       |                         |
| 07.                              | Nikola Daskalov                 | 15. Février 1881 – 30. Septembre 1881   |                                                                     |                                                       |                         |
| 08.                              | Ivan Hadjienov                  | 1. Octobre 1881 – 29. Avril 1883        | Parti conservateur                                                  |                                                       |                         |
| 09.                              | Nikola Suknarov                 | 30. Avril 1883 – 27. Décembre 1883      | Parti libéral                                                       | frühzeitig vom Posten durch den Gemeinderat abgesetzt |                         |
| (2.)                             | Dimitar Hadjikozev              | 28. Décembre 1883 – 9. Mai 1884         |                                                                     | 2ème mandat comme maire par intérim                   |                         |
| (4.)                             | Todoraki Pechov                 | 10. Mai 1884 – 24. Août 1885            |                                                                     | 2ème mandat                                           |                         |
| 10.                              | Ivan Slaveykov                  | 25. Août 1885 – 19. Octobre 1886        | Parti démocrate                                                     |                                                       |                         |
| 11.                              | Josif Kovatchev                 | 20. Octobre 1886 – 1. Novembre 1887     |                                                                     |                                                       |                         |
| (7.)                             | Nikola Daskalov                 | 21. Novembre 1887 – 31. Août 1888       |                                                                     | 2ème mandat                                           |                         |
| 12.                              | Dimitar Petkov                  | 1. Septembre 1888 – 7. Octobre 1893     | Parti libéral-populaire                                             |                                                       |                         |
| 13.                              | Hristo Blagoev                  | 18. Octobre 1893 – 31. Mai 1894         |                                                                     |                                                       |                         |
| 14.                              | Ivan Gosev                      | 16. Juillet 1894 – 15. Juillet 1895     |                                                                     |                                                       |                         |
| 15.                              | Dimitar Mollov                  | 16. Juillet 1895 – 30. Septembre 1896   | Parti libéral-progressiste                                          |                                                       |                         |
| 16.                              | Grigor Natchovitch              | 1. Octobre 1896 – 7. Avril 1897         | Parti conservateur                                                  |                                                       |                         |
| 17.                              | Dimitar Jablanski               | 8. Avril 1897 – 11. Avril 1899          | Parti populaire                                                     |                                                       |                         |
| 18.                              | Christo Popov                   | 12. Avril 1899 – 4. Janvier 1901        | Parti libéral                                                       |                                                       |                         |
| 19.                              | Petar Tchernev                  | 4. Avril 1901 – 23. Septembre 1903      | Parti conservateur                                                  |                                                       |                         |
| 20.                              | Petko Nikolov                   | 2. Mars 1904 – 7. Juillet 1905          |                                                                     |                                                       |                         |
| 21.                              | Marin Todorov                   | 8. Juillet 1905 – 21. Mars 1908         | Parti libéral-populaire                                             |                                                       |                         |
| 22.                              | Georgi Sarafov                  | 22. Mars 1908 – 31. Mars 1908           | Parti libéral-progressiste                                          |                                                       |                         |
| 23.                              | Atanas Hranov                   | 1. Avril 1908 – 31. Juillet 1908        | Parti démocrate                                                     |                                                       |                         |
| Royaume de Bulgarie              |                                 |                                         |                                                                     |                                                       |                         |
| 24.                              | Evstati Kirkov                  | 1. Août 1908 – 18. Octobre 1910         |                                                                     |                                                       |                         |
| 25.                              | Konstantin Batolov              | 11. Novembre 1910 – 17. Août 1911       | Parti démocrate                                                     |                                                       |                         |
| 26.                              | Haralampi Karastoyanov          | 27. Septembre 1911 – 22. Mai 1912       |                                                                     |                                                       |                         |
| 27.                              | Ivan Dimitriev Geschov          | 23. Mai 1912 – 11. Février 1914         |                                                                     |                                                       |                         |
| 28.                              | Petko Todorov                   | 12. Février 1914 – 18. Mars 1915        |                                                                     |                                                       |                         |
| 29.                              | Radi Radev                      | 23. Juin 1915 – 11. Août 1918           |                                                                     |                                                       |                         |
| 30.                              | Georgi Kalinkov                 | 12. Septembre 1918 – 5. Septembre 1920  |                                                                     |                                                       |                         |
| (25.)                            | Konstantin Batolov              | 6. Septembre 1920 – 8. Septembre 1922   | Parti démocrate                                                     | 2ème mandat                                           |                         |
| 31.                              | Kroum Popov                     | 8. Septembre 1922 – 9. Juin 1923        |                                                                     |                                                       |                         |
| 32.                              | Ivan Plochtakov                 | 10. Juin 1923 – 13. Juillet 1924        |                                                                     |                                                       |                         |
| 33.                              | Paskal Paskalev                 | 14. Juillet 1924 – 16. Avril 1925       |                                                                     |                                                       |                         |
| 34.                              | Georgi Madjarov                 | 10. Juin 1925 – 13. Novembre 1925       |                                                                     |                                                       |                         |
| 35.                              | Vladimir Vazov                  | 7. Avril 1926 – 14. Mars 1932           |                                                                     |                                                       |                         |
| 36.                              | Bojan Natschov                  | 14. Mars 1932 – 20. Février 1933        |                                                                     |                                                       |                         |
| 37.                              | Haralampi Orochakov             | 20. Février 1933 – 25. Mai 1934         |                                                                     |                                                       |                         |
| 38.                              | Ivan Ivanov                     | 25. Mai 1934 – 9. Septembre 1944        | Parti                                                               |                                                       |                         |
| 39.                              | Petar Slavinski                 | 10. Septembre 1944 – 19. Septembre 1944 |                                                                     |                                                       |                         |
| 40.                              | Aleksi Kvartirnikov (1893–1977) | 19. Septembre 1944 – 22. Mars 1945      |                                                                     |                                                       |                         |
| 41.                              | Nikola Bronzov                  | 22. Mars 1945 – 29. Octobre 1945        |                                                                     |                                                       |                         |
| République populaire de Bulgarie |                                 |                                         |                                                                     |                                                       |                         |
| 42.                              | Slavtcho Stoïlov                | 1. Novembre 1945 – 2. Mars 1948         | Parti communiste bulgare                                            |                                                       |                         |
| 43.                              | Dobri Bradistilov               | 2. Mars 1948 – 27. Mai 1949             | Parti communiste bulgare                                            |                                                       |                         |
| 44.                              | Todor Jivkov                    | 27. Mai 1949 – 1. Novembre 1949         | Parti communiste bulgare                                            |                                                       |                         |
| 45.                              | Ivan Paschov                    | 1. Novembre 1949 – 22. Décembre 1952    | Parti communiste bulgare                                            |                                                       |                         |
| 46.                              | Dimitar Popov                   | 22. Décembre 1952 – 7. Septembre 1961   | Parti communiste bulgare                                            |                                                       |                         |
| 47.                              | Georgi Petkov                   | 7. Septembre 1961 – 20. Septembre 1967  | Parti communiste bulgare                                            |                                                       |                         |
| 48.                              | Georgi Stoilov                  | 20. Septembre 1967 – 11. Novembre 1971  | Parti communiste bulgare                                            |                                                       |                         |
| 49.                              | Ivan Penev                      | 11. Novembre 1971 – 5. Décembre 1977    | Parti communiste bulgare                                            |                                                       |                         |
| 50.                              | Petar Mechduretchki             | 7. Mars 1978 – 15. Avril 1986           | Parti communiste bulgare                                            |                                                       |                         |
| 51.                              | Stefan Ninov                    | 15. Avril 1986 – 27. Juillet 1990       | Parti communiste bulgare                                            |                                                       |                         |
| République de Bulgarie           |                                 |                                         |                                                                     |                                                       |                         |
| 52.                              | Aleksandar Karakatschanov       | 17. Octobre 1990 – 20. Octobre 1991     | Parti vert, en tant que membre de l' Union des forces démocratiques |                                                       |                         |
| 53.                              | Aleksandar Jantchoulev          | 21. Octobre 1991 – 18. Novembre 1995    | Union des forces démocratiques                                      |                                                       |                         |
| 54.                              | Stefan Sofiyanski               | 19. Novembre 1995 – 29. Juin 2005       | Union des forces démocratiques                                      |                                                       |                         |
| 55.                              | Minko Gerdjikov                 | 30. Juin 2005 – 9. Novembre 2005        | Union des forces démocratiques                                      | Maire par intérim                                     |                         |
| 56.                              | Boïko Borissov                  | 10. Novembre 2005 – 27. Juillet 2009    | GERB                                                                |                                                       |                         |
| (55.)                            | Minko Gerdschikov               | 27. Juillet 2009 – 23. Novembre 2009    | Union der Demokratischen Kräfte                                     | Maire par intérim                                     |                         |
| 57.                              | Jordanka Fandakova              | 24. Novembre 2009 – 13. Novembre 2023   | GERB                                                                |                                                       |                         |
| 58.                              | Vassil Térziev                  | 13. Novembre 2023 – mandat en cours     | PP-DB                                                               |                                                       |                         |